# Кизилтепинський район

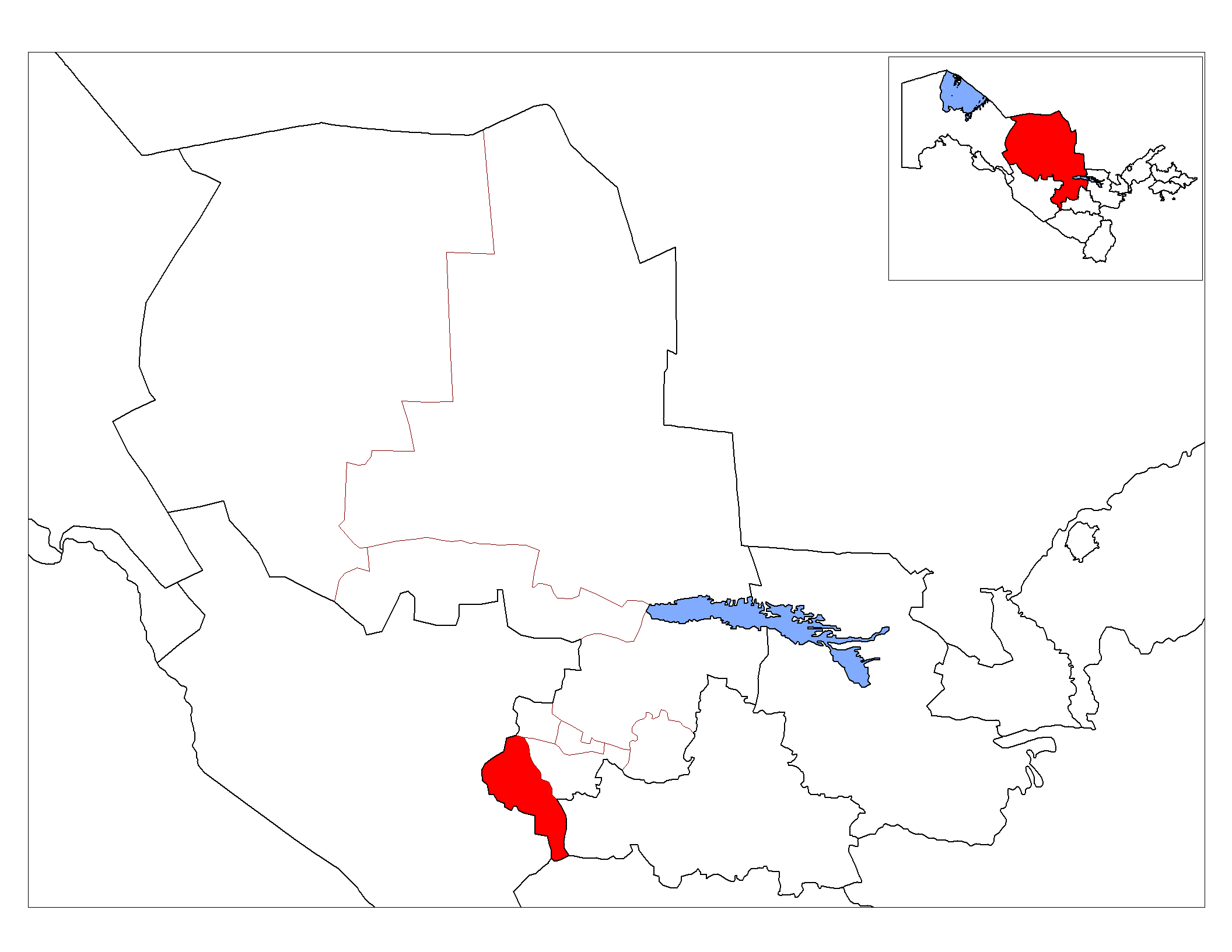
Розташування району в Навоїйській області.

Кизилтепинський район (узб. Қизилтепа тумани, Qiziltepa tumani) — район у Навоїйській області Узбекистану. Утворений у 1970 році. Центр — місто Кизилтепа.
Загальна площа району становить — 2185,19 км². Населення становить — 112 000 осіб.

## Географічне положення
Район розташований на півдні Навоїйської області і межує з:
- Карманинським, Канімеським і Навбахорським районами Навоїйської області на північному сході;
- Вабкентським, Гіждуванським, Каганським, Караулбазарським районами Бухарської області на заході і південному заході;
- Мубарецьким районом Кашкадар'їнської області на півдні;
- Нурабадським районом Самаркандської області на сході.